# Замыкая круг (фильм)
«Замыкая круг» (англ. Closing the Ring) ― мелодрама режиссёра Ричарда Аттенборо. Это последний фильм Аттенборо, которому на момент съёмок было 83 года, он умер семь лет спустя. Фильм был выпущен 28 декабря 2007 года.

## Сюжет
В сельской местности Мичигана в 1991 году Мари Харрис произносит речь на похоронах своего отца Чака, ветерана ВВС армии США, участвовавшего во Второй мировой войне. Церковь полна ветеранов, которые знали и любили её отца, а её мать Этель сидит на крыльце и курит. Этель совершенно безразлична к смерти Чака, которую, похоже, понимает только её друг Джек Этти. Мари в ярости на свою мать за то, что та изменяла её отцу. Быстро выясняется, что Мари многого не знает о прошлом своей матери и истинной истории её личной жизни.
Юная Этель была влюблена в молодого фермера Тедди Гордона, который строит фермерский дом со своими лучшими друзьями Джеком и Чаком. Её родители думают, что она встречается с добрым и надежным Чаком (все три мальчика влюблены в неё), но через несколько дней после нападения на Перл-Харбор она приняла золотое кольцо Тедди и неофициально вышла за него замуж с Джеком и Чаком в качестве свидетелей. Трое молодых людей вылетают на следующий день. Тедди и Джек дислоцируются недалеко от Белфаста, где Джек в конечном итоге планирует сделать предложение Элеоноре.
Джимми Райли, молодой взрослый внук Элеоноры, находится в Белфасте, когда он встречает местного старейшину Майкла Квинлана, который копает обломки разбившегося самолёта B-17 на близлежащей Чёрной горе. Позже Джимми находит кольцо с надписью «Этель и Тедди» рядом с этим местом, решив вернуть его женщине по имени Этель, а Министерство внутренних дел США идентифицирует Этель, которой жертва аварии Тедди Гордон оставил свои вещи.
Случайно оказавшись очевидцем Конфликта в Северной Ирландии, Джимми бежит из Белфаста в Мичиган, чтобы отдать кольцо Этель. Этель показывает стену, увешанную сувенирами Тедди, которые Джек и Чак заколотили для неё вскоре после смерти Тедди в июне 1944 года. Мари в шоке и ярости, узнав, что её мать все ещё оплакивает Тедди. Позже Джек рассказывает ей всю историю, включая его собственные три неудачных брака (его сын Пит вскоре понимает, что Джек всегда любил Этель), отказ Этель покинуть дом, построенный друзьями, и её, наконец, брак с Чаком через 10 лет.
Этель едет в Белфаст с Джимми. Когда она держит за руку умирающего британского солдата, попавшего в автомобильную бомбу ИРА, Квинлан признается Этель, что, будучи подростком, он был на Чёрной горе, когда умер Тедди. Тедди заставил Квинлана пообещать подарить ей кольцо и сказать, что она свободна. Заплаканный Квинлан говорит ей, что он должен был обратиться к ней тогда, и что он потратил 50 лет на поиски кольца, которое было потеряно в последнем взрыве, убившем Тедди, с сожалением (сейчас) думая, что она нуждалась в нём так же сильно, как в предсмертных словах Тедди. Присоединившись к Этель в Белфасте, Джек наконец признается, что всегда любил её. Этель наконец-то может плакать и по-настоящему горевать о Тедди. Они с Джеком нежно обнимают друг друга, завершая её обход Тедди и двух его лучших друзей.

## В ролях
- Ширли Маклейн ― Этель
- Миша Бартон ― Этель в юности
- Кристофер Пламмер ― Джек
- Грегори Смит ― Джек в юности
- Стивен Амелл ― Тедди
- Нив Кэмпбелл ― Мари
- Пит Постлетуэйт ― Майкл
- Бренда Фрикер ― Элеанор

## Производство
Съемки проходили в Торонто и Гамильтоне, Онтарио, Канада, и Белфасте, графство Антрим, Северная Ирландия.
Мировая премьера фильма состоялась на Международном кинофестивале в Торонто 14 сентября 2007 года. Премьера фильма в Великобритании состоялась на Лондонском кинофестивале 21 октября 2007 года.

## Критика
Филип Френч из The Observer писал: Сценарий Вудворда немного надуман и чрезмерно выразителен. Но Аттенборо наполнил его теплотой и зрелым пониманием. Пожилые члены аудитории, вероятно, найдут его чрезвычайно трогательным. Джо Лейдон в своем обзоре для Variety назвал фильм агрессивно горько-сладкой, но странно не развивающейся драмой. Лаура Бушелл из BBCi Films назвала фильм «зацикленной историей любви и потерь во время Второй мировой войны, которая настолько старомодна в своих устремлениях, что трудно понять, почему новая аудитория стекается, чтобы ее посмотреть».